# ایست پلزنت ویو (کلرادو)
ایست پلزنت ویو (به انگلیسی: East Pleasant View) یک منطقهٔ مسکونی در ایالات متحده آمریکا است که در شهرستان جفرسون، کلرادو واقع شده‌است. ایست پلزنت ویو ۰٫۳ کیلومتر مربع مساحت و ۳۵۶ نفر جمعیت دارد.